# Karl Hammer (Architekt)
Karl Hammer, auch Carl Hammer, (* 6. März 1845 in Nürnberg; † 16. Juni oder 17. Juli 1897 ebenda) war ein deutscher Architekt, Kunstgewerbler und Maler. Er zählt zu den Vertretern des Nürnberger Stils.

## Leben
Als Sohn eines Kammmachers besuchte er aufgrund seiner zeichnerischen Begabung ab 1858 die Nürnberger Kunstschule, um nach seinem Studium 1861 als Zeichner in das Atelier des Architekten Matthias Berger in München einzutreten. Der vierjährigen Tätigkeit folgte nach einer kurzen Tätigkeit bei der Dombaurestaurierung in Augsburg der Eintritt in das Maleratelier der Brüder Ritter in Nürnberg, um sich der Aquarellmalerei zu widmen. Während dieser Zeit fertigte er im Zusammenhang mit einem Auftrag des Großherzogs von Mecklenburg-Schwerin Zeichnungen mit Nürnberger Ansichten und von Kirchenausstattungen.
Nach eigenen Angaben war seine Tätigkeit bei Ferdinand von Quast gleichbedeutend einer „Hochschule“ und ermöglichte es ihm, den Wettbewerbsentwurf seines Mentors im Wettbewerb um den Berliner Dom auszuarbeiten.
Unter der Leitung von Quasts nahm er im Spätsommer 1868 neben Georg Christian Friedrich Lisch und anderen an einer Forschungsreise zur ersten archäologischen Erkundung der slawischen Burgwälle auf die Insel Rügen teil und fertigte für den Untersuchungsbericht die Zeichnungen an. Nach dem Deutsch-Französischen Krieg reiste er mit Ernst aus’m Weerth (1829–1909) als Zeichner für ein Jahr nach Italien.
Nach der Anstellung als Kustos des Bayerischen Gewerbemuseums Nürnberg 1872 heiratete er Lina Kellner, die Tochter des Nürnberger Glasmalers Georg Kellner. 1878 oder 1879 wurde sein Sohn Hans Hammer geboren, der später Maler wurde. 1879 wurde er an die Kunstgewerbeschule Karlsruhe berufen, die er ab 1885 als Direktor leitete.
Infolge des Todes von Adolf Gnauth wurde er 1885 dessen Nachfolger an der Kunstgewerbeschule Nürnberg.

## Werk
- 1873: Ausstellungseinheit des Bayerischen Gewerbemuseums auf der Weltausstellung 1873 in Wien
- 1876: zwei Farbverglasungen für den Saal der Reichsstädte im Germanischen Nationalmuseum (Motiv: Karl der Große empfängt die Gesandten und Geschenke Harun al Raschids)[6]
- 1880: drei Fenster der Fürsten und Freiherren von Tettau für das Germanische Nationalmuseum in Nürnberg (Ausführung durch Sebastian Eisgruber)[7]
- 1882: Anhänger
- 1889: Ausstellungseinheit des Bayerischen Gewerbemuseums auf der Weltausstellung Paris 1889
- 1894: Erinnerungsblatt zum Hans-Sachs-Fest (Farblithografie)[8]